# 拉梅赫
拉梅赫 （阿拉伯语： الرامة）是以色列北部区的一个以阿拉伯裔以色列人為主的城镇。 2021年時人口为7,789。 超过一半的居民是基督教徒，其中大部分是希臘正教會教徒和默基特希臘禮天主教會教徒，超过三分之一的人是德鲁兹派，其余人口是穆斯林。
1517年，奧斯曼帝國從马穆鲁克手中奪取拉梅 。1948年阿拉伯-以色列戰爭期间，拉梅被以色列军队占领，村里的基督徒和穆斯林被暂时驱逐，但他们随后又返回了村庄。